# Arma antibúnker
Las armas antibúnker son proyectiles diseñados para penetrar objetivos blindados o enterrados a gran profundidad.

## Obuses de artillería

### Primera Guerra Mundial
A finales del siglo XIX y comienzos del XX, se construyeron cada vez más extensas y mejor fortificaciones. Varios estados comenzaron a desarrollar armas para destruir estos búnkeres. La más famosa de estas armas fue el mortero de 42 cm "Gran Berta". Al comienzo de la Primera Guerra Mundial estas armas consiguieron un gran éxito contra las fortificaciones que ya se habían quedado obsoletas, como las de Lieja. Debido a que se sigue utilizando como munición obuses convencionales de alto poder explosivo, estas armas no son armas especializadas antibunker como se podría considerar. Contra las fortificaciones más modernas de Verdún no resultaron tan útiles. A partir de mediados de 1915 se desarrollaron granadas especiales para estos cañones súper-pesados y cañones de ferrocarril. Estos recibieron una carcasa extra de acero templado y estaban equipados con espoletas cronométricas. Los proyectiles debían penetrar profundamente en los búnkeres de hormigón y destruir mediante el explosivo los enormes búnkeres.

### Segunda Guerra Mundial
En la década de 1930, en Alemania, se retomó la idea de grandes cañones contra fortificaciones. Mediante el empleo de proyectiles de calibres aún mayores, el poder de penetración podría aumentar sustancialmente. A los proyectiles se les dio una punta de una aleación de acero especial, y una gran proporción de la carga explosiva ha sido sustituido por hormigón. Estas mejoras hicieron que el mortero de 60 cm "Karl" pudiera penetrar 2,5 metros de hormigón, frente a sólo un metro del "Gran Berta". Los proyectiles del cañón de 80 cm "Dora" podían penetrar hasta siete metros de hormigón. La utilidad militar de estas armas fue escasa debido a los enormes costes logísticos y de personal y la muy baja precisión.
Los obuses Röchling eran obuses de artillería antibunker, desarrollado por el ingeniero alemán August Cönders, sobre la base teoría de una mayor densidad por superficie frontal, es decir más peso en una sección menor, mejorar la penetración. Se probaron entre 1942 y 1943 contra la fuerte belga Fort d'Aubin-Neufchâteau

## Bombas de aviación

### Segunda Guerra Mundial

#### Reino Unido

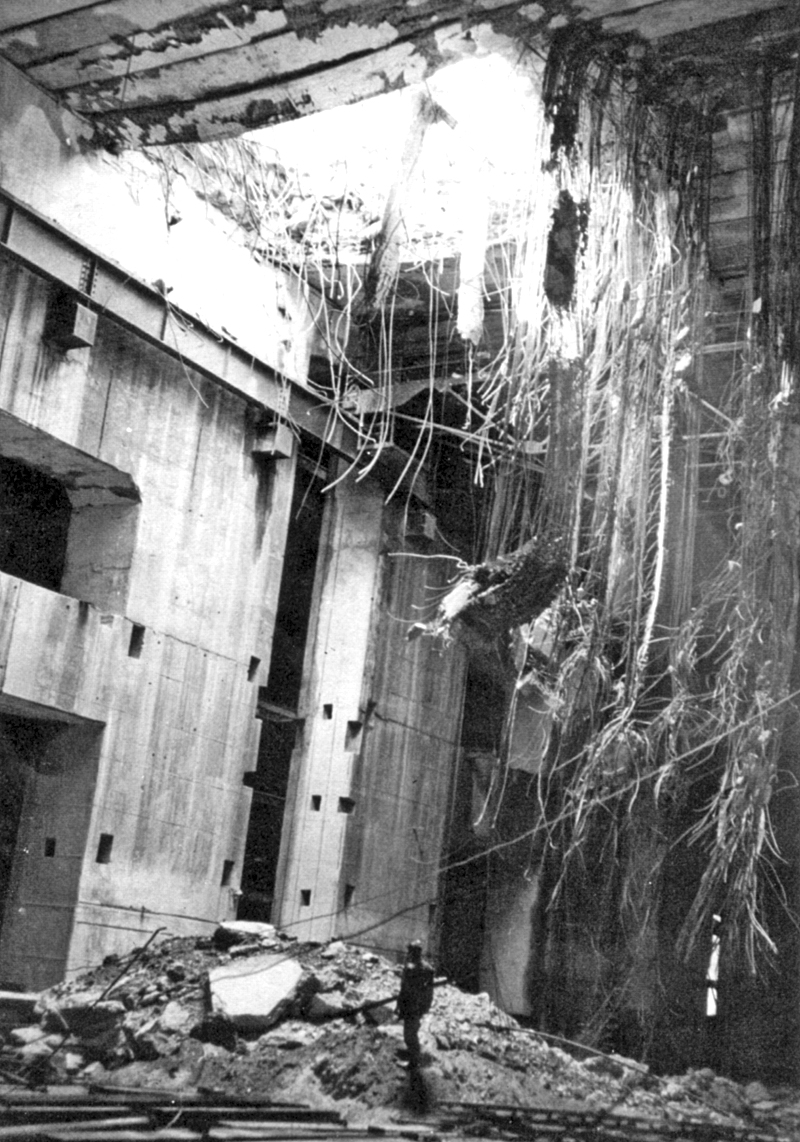
Un refugio de U-Boot después de ser golpeado por una Grand Slam - Aparece una figura de pie sobre el montón de escombros.

En la Segunda Guerra Mundial el ingeniero británico Barnes Wallis, ya famoso por la invención de la bomba de rebote, diseñó dos bombas que se convertirían en los precursores conceptuales de las modernas destructores de búnker las bombas "terremoto": la Tallboy de unas cinco toneladas y la Grand Slam de diez toneladas. Los diseños eran muy aerodinámico con una cola que les hacía girar alrededor del eje longitudinal. Esto les permitió superar la velocidad del sonido lanzadas desde 6.700 m. Tenían una carcasa de acero de alta calidad, mucho más fuerte que la típica bomba de la Segunda Guerra Mundial, para que pudieran sobrevivir golpear una superficie endurecida, o penetrar profundamente en el suelo.
Aunque hoy en día se pueden considerar esta bombas como antibunkers el planteamiento original era más complejo y sutil que simplemente penetrar una superficie endurecida. Las bombas del terremoto no están concebidos para hacer blanco directo en un objetivo, sino para impactar al lado, penetrar en el suelo y detonar. Lo cual causaba dos efectos sobre el objetivo, por un lado una le enviaba una potente onda de choque a través del suelo similar a un terremoto y por otro lado crear un camufleta o gran caverna enterrada que debilitaba los cimientos. El objetivo entonces se derrumba en el agujero, no importa lo reforzado que puede estar. Las carcasas resistentes estaban pensadas para atravesar roca, no hormigón armado. En un ataque a los refugios para submarinos en Farge dos Grand Slam atravesaron los 4,5 m de hormigón armado endurecido del techo - con prestaciones iguales o superiores a las mejores especificaciones actuales de penetración. Pero existía el riesgo de que la carcasa no resistiera y se rompiera.
La bomba Disney era una bomba de la Segunda Guerra Mundial que aumentaba su velocidad de caída mediante un cohete. Fue otro dispositivo empleado contra los refugios de submarinos y otros objetivos súper reforzados. Ideado por el capitán Edward Terrell voluntario de la reserva de la Royal Navy del Directorate of Miscellaneous Weapons Development o DMWD (Dirección de Desarrollo de las Armas Varios) del Almirantazgo que tenía una carcasa aerodinámica de acero templado y pesaba alrededor de 2000 kg (4.500 lb), incluyendo el cohete. El contenido total de explosivos era de aproximadamente 230 kg. La bomba se lanzaba desde 20.000 pies (6.100 m). A 5.000 pies (~ 1.500 m) una espoleta barométrica encendía los cohetes en la cola para alcanzar una velocidad de impacto de hasta 730 m/s. Se utilizó por primera vez por el grupo de bombardero 92.º de la USAAF, el 10 de febrero de 1945 sobre el refugio de Schnellboot en IJmuiden, Países Bajos, nueve B-17 fortaleza volante cada uno con dos bombas, una bomba debajo de cada ala. En esa ocasión solo se anotó un golpe directo. Un total de 158 "bombas Disney" se utilizaron operacionalmente hasta el fin de las hostilidades en Europa.

### Postguerra

#### Estados Unidos
En Estados Unidos se fabricó una versión modificada de las Tallboy para emplear componentes estándar de Estados Unidos. Más tarde, a finales de 1950 el T-10 se le cambió el nombre a M-121. Durante la Guerra de Corea unas cuantas T-10 fueron convertidos a la bomba radio guiada Tarzon y lanzadas desde B-29 Superfortress se utilizaron para destruir puentes de ferrocarril, embalses y contra un centro de mando subterráneo cerca de Kanggye.

### Finales del

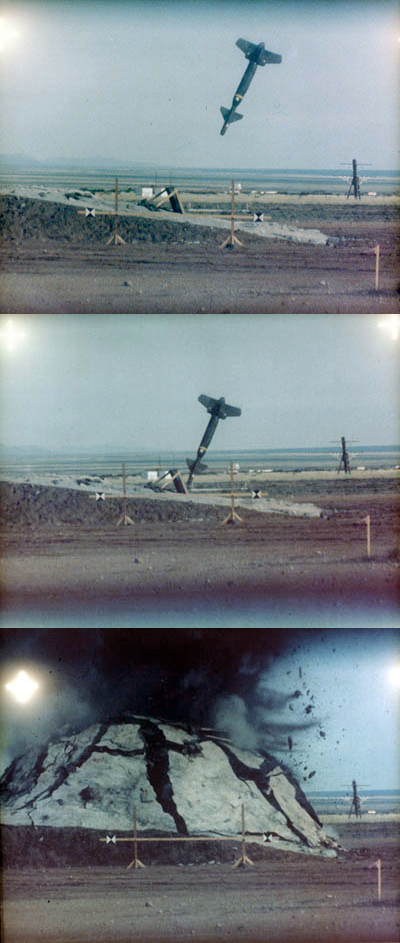
Una bomba guiada alcanza su objetivo en una prueba

### Finales delsigloXX

#### EE.UU.
Durante la Operación Tormenta del Desierto (1991) se necesitaba una bomba de penetración similares a las armas británicas de la Segunda Guerra Mundial, pero ninguna fuerza aérea de la OTAN disponía de tal arma. Para salir del paso, se desarrolló en un período de 28 días, empleando como carcasa la caña de un obús 203 mm (8 pulgadas). Estas bombas pesaba más de dos toneladas, pero solo llevaba 293 kg de explosivo de alto poder. Eran guiadas por láser y se designó GBU-28 y fueron eficaces.
Los EE. UU. tiene una serie de bombas hechas por encargo para penetrar en las estructuras endurecidas o enterrados a gran profundidad:
| Profundidad de penetración                 | Sistema de armas                           | Nombre                                  |
| Penetración de hormigón armado: 1.8 m      | Penetrator BLU-109                         | GBU-10, GBU-15, GBU-24, GBU-27, AGM-130 |
| Penetración de hormigón armado: 3.4 m      | Penetrator avanzada Unitario (AUP) BLU-116 | GBU-15, GBU-24, GBU-27, AGM-130         |
| Penetración de hormigón armado: 3.4 m      | BLU-118/B Cabeza de combate termobárica    | GBU-15, GBU-24, AGM-130                 |
| Penetración de hormigón armado: más de 6 m | BLU-113 Super Penetrator                   | GBU-28, GBU-37                          |

Más recientemente, los EE. UU. ha desarrollado el 30.000 libras GBU-57.

#### Rusia
Un ejemplo ruso de bomba antibúnker es la KAB-1500L-Pr. Llevada por el Su-24M y el Su-27IB. Se dice que es capaz de penetrar 10-20 m de tierra o de 2 m de hormigón armado. La bomba pesa 1.500 kg, de los cuales 1.100 kg pertenecen a una gran ojiva penetrante explosiva. Es guiada por láser y su precisión se 7m. de CEP.

#### Europa
- BROACH: Es un desarrollado anglo - francesa de un penetrador con una carga hueca adicional para el misil de crucero "Storm Shadow". El BROACH puede penetrar hasta cuatro metros de hormigón.
- MEPHISTO: A cerca de 500 libras de carga de doble penetrador, fue desarrollado en Alemania para el misiles de crucero Taurus. El poder de penetración es también a varios metros de hormigón armado.

## Detonación
El tradicional espoleta es el mismo que una bomba perforante clásico: la espoleta situada en la parte posterior se arma cuando la bomba se libera, y detona cuando el temporizador llega a su fin.
Las armas antibunker modernas puede utilizar además de la espoleta tradicional, un micrófono y un microcontrolador. El micrófono recoge el sonido y el microcontrolador cuenta con pisos hasta que estalla al llegar al números deseado de planta.
ATK está trabajando en un Hard Target Void Fuze Sensing (HTVSF) para armas de 2000 y 5000 libras que explotar cuando llegan a un espacio abierto en un búnker enterrado profundamente.

## Misiles
La velocidad extra proporcionada por un motor cohete permite una mayor penetración de una ojiva antibúnker montada en un misil. Para alcanzar la máxima penetración (capacidad de penetración), la ojiva puede consistir solamente en un proyectil de alta densidad.Una ojiva de tales características lleva más energía que una ojiva con explosivos químicos (energía cinética de un proyectil a hipervelocidad ).

## Nuclear
El destructor de búnker nuclear es la versión nuclear del arma antibúnker. El componente nuclear del arma está diseñada para mejorar en gran medida la penetración en el suelo, roca u hormigón para lanzar una ojiva nuclear a un objetivo. Estas armas se usan para destruir endurecidos, subterráneas militares búnkeres enterrados profundamente en el suelo. En teoría, la cantidad de lluvia radiactiva se reduce a la de una detonación nuclear aérea estándar, ya que tendría relativamente baja potencia explosiva. Sin embargo, debido a dichas armas necesariamente entrar en contacto con grandes cantidades de tierra basado en los residuos, pueden, bajo ciertas circunstancias, todavía puede generar una precipitación significativa. El desempeño de la ojiva y el diseño del arma han cambiado regularmente a lo largo de la historia del diseño de dichas armas. Una explosión subterránea libera una mayor fracción de su energía en el suelo, en comparación con una explosión en o por encima de la superficie que libera la mayor parte de su energía a la atmósfera.